# Elfriede Jaeger
Elfriede Jaeger (* 4. Februar 1899 in Reudnitz als Frida Luise Martha Kunze; † 10. Mai 1964 in Hannover) war eine deutsche Politikerin.

## Leben
Sie besuchte die Volksschule in Leipzig und während des 1. Weltkrieges ein privates Lyzeum in Hannover. Danach machte sie eine Ausbildung zur Eisen- und Metallhändlerin und arbeitete als Verkäuferin in Hannover. Nach 1918 ging sie für ein halbes Jahr auf Reisen. Aus der ersten, geschiedenen Ehe (1922 bis 1935) entstammt eine Tochter. Die zweite Ehe ging sie mit Kurt Julius Gustav Jaeger ein und nicht, wie verschiedene Quellen behaupten, mit dem Namensvetter Wilhelm Jaeger. In den Jahren 1939 bis 1945 war sie Angestellte bei der Wehrkreisverwaltung Hannover.
Jaeger gehörte nach dem Krieg zu den Gründungsmitgliedern der Deutschen Rechtspartei, war in den Jahren 1945 bis 1947 Vorstandsmitglied und gründete dort 1945 eine Frauenarbeitsgemeinschaft. 1947 hielt sie sich für 6 Wochen in Wilton Park auf. Dort nahmen mehr als 4.000 Deutsche zwischen Januar 1946 und Juni 1948  an Umerziehungskursen teil. Sie rückte am 29. Februar 1952 für „Dr. Franz Richter“, der als Fritz Rößler enttarnt worden war und dem daher sein Mandat aberkannt worden war, für den Rest der ersten Legislaturperiode in den Deutschen Bundestag nach. Sie hatte ursprünglich auf der Liste der DKP-DRP kandidiert, die sich inzwischen mit anderen kleinen rechtskonservativen und -extremistischen Gruppierungen zur DRP vereinigt hatte. Dem Bundestag gehörte sie als fraktionslose Abgeordnete an. Die Gründe für den Wechsel des Vornamens vor Mandatsantritt sind unbekannt. Bei der Bundestagswahl 1953 kandidierte sie erfolglos auf der Liste des rechtsextremistischen Dachverbands der Nationalen Sammlung (DNS), eines unter anderem von der DG getragenen Wahlbündnisses.